# Sinofranchetia chinensis
Sinofranchetia chinensis là một loài thực vật có hoa trong họ Lardizabalaceae. Loài này được (Franch.) Hemsl. miêu tả khoa học đầu tiên năm 1907.